# Athetis magniplagia
Athetis magniplagia là một loài bướm đêm trong họ Noctuidae.